# AXEL
『AXEL』（アクセル）は、1994年10月8日から2001年3月31日までテレビ朝日で放送されていた情報番組である。放送時間は毎週土曜日0:30 - 1:00（金曜日24:30 - 25:00）。

## 概要
高橋幸宏（YMO）が司会を、上原さくら、加藤あいなどがアシスタントを務めていた深夜番組で、ゲストとのトーク、メディア情報の伝達、エンターテインメント・ラボ、ワールドカウントダウン（渋谷、アメリカ合衆国、イギリスそれぞれのHMVのCDランキングTOP10を発表）などによって構成されていた。
正式な番組タイトルは『Weekend H・I・P - AXEL』で、火曜 - 金曜（月曜 - 木曜の深夜）に放送されていた『H・I・P』の週末版として開始された。当初は『H・I・P』と同じく三菱電機の一社提供で放送されていたが、後に同社を含む複数社提供へと移行した。
番組制作はテレビ朝日映像が担当。ディレクターは加藤大幸（チーフD・放送開始から5年半）と桧垣賢次（チーフD末期1年半）、木内健夫。

## テーマ曲

### 歴代エンディングテーマ
- 「SUMMER ROSE」MAGIC
- 「STOP IN THE BURNIN' LOVE」TWINZER
- 「Words for Mary」Eins:Vier
- 「nowhereland」FLAGS